# Arrivederci baby
Pour plus de détails, voir Fiche technique et Distribution.
Arrivederci baby (Drop Dead Darling) est un film britannique réalisé par Ken Hughes et sorti en 1966, avec Tony Curtis dans le rôle principal.

## Thème
Un homme, avec allure aristocrate, se promène en épousant des femmes riches, puis il les assassine pour mettre la main sur leur richesse. C'est une inspiration comique et cocasse de la noblesse britannique maligne, subtilement criminelle et délicieusement burlesque liée à la vision amusante d'Agatha Christie. C'est une mise en relief de la sublime et délicatesse romance d'une fable palpitante là où l'acteur principal, Tony Curtis, atteint le haut niveau de ce chef-d’œuvre génialement drôle.

## Synopsis
Bon à rien mais très attrayant, voire un peu gigolo, mais séducteur professionnel doté d’une allure aristocratique, mais un serial killer charmant, Nick Johnson a trouvé la recette pour s'enrichir facilement. Il vise ses proies, les étudie et s'arrange pour épouser des veuves fortunées avant de les supprimer. Son objectif est de toucher l'héritage. À bord de l'avion qui l'emmène à Rome, il fait un tour de table sur son passé tueur et fait le compte de ses victimes. Il y a eu tante Miriam, puis Gigi, sa première épouse, puis Fenella et bien d'autres encore, comme une veuve qu’il électrocutera, ou une célébrité internationale qui l’assommera et l’abandonnera dans une fusée lors du lancement de cette dite engin vers la lune. Ou encore, il assassina sa deuxième femme, une sportive à l’endurance à toute épreuve, en lui faisant sauter à cheval une haie derrière laquelle se trouve plus d’un précipice, un abîme horrible. 
Or, une fois dans la capitale italienne, il rencontre Francesca, la jeune veuve d’un comte italien richissime décédé le jour même de ses noces. Comme à son habitude, il l'épouse. Mais la jeune femme ne se laisse pas faire comme les autres. En effet, tout se complique dès que cette veuve italienne prend connaissance du funeste projet de Nick, son délicieux, beau et charmant mari si subtile et souriant.

## Fiche technique
- Titre : Arrivederci baby
- Autre titre : Cinq femmes sur les bras
- Titre original : Drop Dead Darling
- Réalisation : Ken Hughes
- Scénario : Ken Hughes et Ronald Harwood d'après le roman The Careful Man de Richard Deming
- Production : Ken Hughes, Richard McWhorter, Greg Morrison, Ray Stark
- Photographie : Denys N. Coop
- Musique : Dennis Farnon
- Montage : John Shirley
- Lieu de tournage : Londres ; Monaco ; Cannes
- Sociétés de production : Seven Arts Pictures[1], Paramount Pictures
- Genre : Comédie criminelle
- Durée : 100 minutes
- Langues : Anglais, Italien
- Dates de sortie :
  - USA : 28 décembre 1966
  - UK : 12 février 1967
  - France : 10 mai 1967

## Distribution
- Tony Curtis (VF : Hubert Noël) : Nick Johnson
- Rosanna Schiaffino (VF : Nelly Benedetti) : Francesca
- Lionel Jeffries : Parker
- Zsa Zsa Gabor : Gigi
- Nancy Kwan : Baby
- Fenella Fielding (VF : Jacqueline Porel) : Fenella
- Anna Quayle : Tante Miriam
- Warren Mitchell (VF : Gérard Hernandez) : Comte de Rienz / Maximillian
- Mischa Auer (VF : Georges Hubert) : Romeo
- Noel Purcell (VF : André Valmy) : le Capitaine Daniel O'Flannery
- Alan Gifford : le Militaire americain
- Joseph Furst : le Militaire allemand
- Monti DeLyle (VF : Maurice Chevit) : Henry, le Majordome
- Bernard Spear : l'inspecteur français
- Eileen Way (VF : Lita Recio) : la Couturière italienne
- Bruno Barnabe : le Maître d’hôtel
- Gábor Baraker : le Baron gitan
- Tony Baron : le Petit ami
- Eunice Black : la Matrone
- John Brandon : l'ingénieur radio
- Windsor Davies : ingénieur radio
- Franco De Rosa : Romano
- John Fordyce : le Garçon dans l’orphelinat
- Yole Marinelli : la Première femme de chambre
- Miki Iveria : la Deuxième femme de chambre
- Henri Vidon (VF : Richard Francœur) : le Prêtre
- Raymond Young : le Photographe
- Jacqueline Bisset : la Danseuse

## Production
Le film était également connu sous le nom de You Just Kill Me, You're Dead Right, My Last Duchess et The Careful Man The Careful Man. En mai 1962, Joshua Logan a annoncé qu'il ferait un film sur un tueur d’épouse appelé The Careful Man, basé sur un nouvel d’Edmund Morris et d'une histoire originale de Max Franklin. Le film serait fait avec Seven Arts Pictures et Logan produirait et dirigerait. Il faut le souligner que d’abord, il a été décrit comme un mélodrame à suspense.
En juillet 1962, Seven Arts Pictures a annoncé que The Careful Man serait l'un des 20 films qu'il ferait avec MGM.
Le tournage a commencé en août 1965 sous le titre You Just Kill Me avec le réalisateur Ken Hughes et Tony Curtis comme star.
Le tournage a eu lieu à Londres aux studios Shepperton, à Monaco et à Cannes. Curtis a dit plus tard qu'il était romantiquement intéressé par toutes ses ravissantes dames mais qu'il n'avait eu aucune liaison avec aucune.

## Remarque
Curtis a déclaré qu'il avait accepté ce rôle « en raison de l’excellent scénario de Ken Hughes. »
Curtis a également déclaré ultérieurement que « le problème de ce film était son manque d'unité. Séparément, les scènes étaient drôles, mais la production n'a pas été capable de les relier ensemble. »
Par ailleurs, ce film a été jugé « habilement esquissé »